# نامه عاشقانه به زمین
نامهٔ عاشقانه به زمین (به انگلیسی: Love Letter to the Earth) کتابی از تیک نات هان است که در سال ۲۰۱۲ منتشر شد  و به فارسی نیز ترجمه شده است.

## منتقدان
مرور کتاب میدوست این کتاب را «کاملاً خواننده‌پسند» و «موردِ توصیهٔ مؤکد» توصیف کرد.
پیتر برایتمن هم آن را «کتاب دوست‌داشتنی و کوچک با پیامی بزرگ» دانست.